# Полина Ботева
Полина Ботева е българска журналистка от телевизия bTV, известна със своите репортажи за бежанската вълна към Европа през 2016 година и за условията в бежанските лагери.
От 2019 година е продуцент в bTV новините.

## Кратка биография
Полина Ботева завършва българска филология и магистратура журналистика и медии в СУ „Св. Климент Охридски“. През 2008 г. кандидатства за стаж и е приета да работи в сутрешния блок в телевизия bTV. По-късно е поканена да стане част от bTV Новините. Като част от екипа Ботева отразява значими събития както в България, така и в чужбина в ресорите образование, здравеопазване и екология, хората в неравностойно положение, бежанците и др.

### Отличия
През 2016 г. получава отличие от вестник „24 часа“ – „Достойните българи“, след серия от репортажи, показващи пътя на бежанците и мизерията в бежанските лагери. Същата година, заедно с оператора Добромир Иванов, Ботева е отличена със специална награда за филма си „В калта“, с който участва в журналистическия конкурс „Заедно с бежанците“, организиран от Върховния комисариат на бежанците към ООН и Българския червен кръст. Филмът е заснет в гръцкия лагер „Идомени" и разказва за трудните условия в които живеят бежанците извън родината си.

### Личен живот
Полина Ботева е омъжена, има две деца.